# Ledebouria ovalifolia
Ledebouria ovalifolia är en sparrisväxtart som först beskrevs av Heinrich Adolph Schrader, och fick sitt nu gällande namn av John Peter Jessop. Ledebouria ovalifolia ingår i släktet Ledebouria och familjen sparrisväxter. Inga underarter finns listade i Catalogue of Life.